# Миколаївка (Високопільська селищна громада)
Микола́ївка — село в Україні, у Високопільській селищній громаді Бериславського району Херсонської області. Населення становить 456 осіб.
Село тимчасово окуповане російськими військами 24 лютого 2022 року.

## Історія
12 червня 2020 року, відповідно до Розпорядження Кабінету Міністрів України від № 726-р «Про визначення адміністративних центрів та затвердження територій територіальних громад Херсонської області», увійшло до складу Високопільської селищної громади.
19 липня 2020 року, в результаті адміністративно-територіальної реформи та ліквідації  Високопільського району, увійшло до складу Бериславського району.

### Російсько-українська війна
Значна частина Херсонської області, включно з обласним центром, була окупована російськими військами ще в перший тиждень повномасштабного вторгнення в лютому.
30 травня 2022 року під час наступу підрозділів Сил оборони України ворог зазнав втрат та відійшов із населеного пункту Миколаївка Херсонської області.

## Населення
Згідно з переписом УРСР 1989 року чисельність наявного населення села становила 464 особи, з яких 192 чоловіки та 272 жінки.
За переписом населення України 2001 року в селі мешкало 456 осіб.

### Мовний склад
Рідна мова населення за даними перепису 2001 року:
| Мова       | Чисельність, осіб | Доля     |
| ---------- | ----------------- | -------- |
| Українська | 411               | 90,13 %  |
| Російська  | 42                | 9,21 %   |
| Інше       | 3                 | 0,66 %   |
| Разом      | 456               | 100,00 % |

## Персоналії
23 квітня 2022 року в бою з російськими окупантами у селі Миколаївка загинув Валентин Шермірзаєв, український військовик, головний сержант, кавалер Медалі «За військову службу Україні».